# ال پاپیل
ال پاپیل (به اسپانیایی: El Papiol) یک شهرستان در اسپانیا است که در استان بارسلون واقع شده‌است.

## خصوصیات
ال پاپیل ۸٫۷۶ کیلومترمربع مساحت و ۳٬۸۲۸ نفر جمعیت دارد و ۱۳۵ متر بالاتر از سطح دریا واقع شده‌است.